# Soricomys leonardocoi
Soricomys leonardocoi és una espècie de mamífer rosegador de la família dels múrids. És endèmic de l'illa de Luzon (Filipines). Té una llargada de cap a gropa de 98-115 mm, una cua de 82-95 mm, els peus de 21-25 mm, les orelles de 13-15 mm i un pes de fins a 36 g. Com que fou descoberta fa poc, l'estat de conservació d'aquesta espècie encara no ha estat avaluat formalment. L'espècie fou anomenada en honor del botànic filipí Leonardo Co.